# Erica manipuliflora
Erica manipuliflora Salisb., 1802 è una pianta appartenente alla famiglia Ericaceae, diffusa nella macchia mediterranea di Europa e Medio Oriente.

## Distribuzione e habitat
È possibile incontrarla in Italia (inclusa la Sicilia), Croazia, Albania, Grecia, Turchia, Cipro, Libano, Siria e Israele.